# Branka Musulin
Branka Musulin (* 6. August 1917 in Zagreb, Österreich-Ungarn; † 1. Januar 1975 in Schmallenberg) war eine kroatisch-deutsche Pianistin und Hochschullehrerin.

## Leben
Musulin trat bereits als Kind öffentlich auf. Sie studierte bei Professor Svetislav Stančić in Zagreb. Nach dem Konzertdiplom und Abitur ging sie 1936 nach Paris, um dort bei Alfred Cortot und Yvonne Lefébure zu studieren. Ihre Studien setzte sie 1938 bei Alfredo Casella in Siena und bei Max von Pauer in Hessen fort. In Jugoslawien wurde in der Zeit der deutschen Besetzung ihr Verlobter ermordet, weil er jüdischer Herkunft war. 
1944 heiratete sie in Dresden den NS-Gegner, Mühlenunternehmer und Mäzen Friedrich Bienert. Mit ihm hatte sie eine Tochter, die nach der Trennung der Eltern beim Vater aufwuchs. Die bekannte Konzertpianistin lehrte ab 1958 als Professorin an der Hochschule für Musik und Darstellende Kunst in Frankfurt. Branka Musulin verstarb im Alter von 57 Jahren im Sauerland. Sie war in zweiter Ehe mit dem Bad Homburger Psychotherapeuten Ernst August Kreft verheiratet, der allerdings bald nach ihr starb, so dass ihre musikpädagogischen Texte nicht mehr veröffentlicht wurden.